# Dymasia dymas
Dymasia dymas är en fjärilsart som beskrevs av Edwards 1877. Dymasia dymas ingår i släktet Dymasia och familjen praktfjärilar. Inga underarter finns listade i Catalogue of Life.